# River of No Return
River of No Return is een Amerikaanse western uit 1954 onder regie van Otto Preminger en Jean Negulesco. De film werd destijds in Nederland uitgebracht onder de titel Blond wrakhout.

## Verhaal
De weduwnaar Matt Calder wil een nieuw leven beginnen als boer, maar hij wordt beroofd door de gokker Harry Weston. Samen met de vrouw van Weston reist Calder hem achterna. Ze varen onbewapend de rivier af met een vlot.

## Rolverdeling
| Acteur          | Personage    |
| --------------- | ------------ |
| Robert Mitchum  | Matt Calder  |
| Marilyn Monroe  | Kay Weston   |
| Rory Calhoun    | Harry Weston |
| Tommy Rettig    | Mark Calder  |
| Murvyn Vye      | Dave Colby   |
| Douglas Spencer | Sam Benson   |